# 理查德·多尔蒂
理查德·多尔蒂（英語：Richard Dougherty，1932年8月5日—2016年11月23日），美国男子冰球运动员，场上位置是前锋。他曾代表美国国家队参加1956年冬季奥林匹克运动会冰球比赛，获得一枚银牌。